# سهره گیاه‌خوار
سهره گیاه‌خوار (نام علمی: Platyspiza crassirostris) گونه‌ای از پرندگان در گروه سهره‌های داروین از خانواده فرخندگان است که در جزایر گالاپاگوس بومی است. این گونه تنها عضو از سردهٔ Platyspiza  است.